# Departamento Río Negro
Río Negro ist ein Departamento in Uruguay.

## Geographie

### Lage und Beschreibung
Das eine Flächenausdehnung von 9.282 km² aufweisende Departamento liegt im Westen des Landes. An seiner Westgrenze fließt der Río Uruguay, der auch die Grenze zu Argentinien bildet. Die Hauptstadt Fray Bentos ist ein Zentrum der Fleischverarbeitung. Sie liegt am Río Uruguay gegenüber dem argentinischen Gualeguaychú und hat 23.122 Einwohner (Volkszählung 2004). Die Brücke Puente Internacional Libertador General San Martín nahe der Stadt ist Teil der kürzesten Überlandverbindung zwischen Buenos Aires und Montevideo. Zweitgrößte Stadt ist der wichtige Verkehrsknotenpunkt Young, 90 km nordöstlich von Fray Bentos gelegen, mit 15.759 Einwohnern (Stand: 2004).

### Bodenschätze
Auf dem Departamentogebiet sind bei Bellaco Gips-Vorkommen vorhanden.

## Geschichte
Das Department wurde 1868 aus dem alten Department von Paysandú gebildet. Einer der Pioniere in dieser Gegend war der französische Baske José Hargain, der sich mit seiner Frau und seinen Töchtern hier niederließ. Fray Bentos, die Hauptstadt der Provinz, wurde 1853 unter dem Namen Villa Independencia gegründet. Der heutige Name der Stadt bezieht sich auf einen vermeintlichen Mönch (fraile → fray), der in der Barranca de Caracoles (Schneckenschlucht) gelebt hat, bevor Villa Independencia gegründet wurde.

### Herkunft des Namens
Der Río Negro, der dem Departamento seinen Namen gibt, durchquert den Süden des Departamentos und ist der wichtigste Fluss im Landesinneren.

## Infrastruktur

### Bildung
Río Negro verfügt über insgesamt 14 weiterführende Schulen (Liceos) in denen 4.296 Schüler von 373 Lehrern unterrichtet werden. Das älteste Liceo des Departamentos ist das in der Departamento-Hauptstadt Fray Bentos angesiedelte, 1912 gegründete Liceo N° 1 Departamental "Eugenio Capdevielle". (Stand: Dezember 2008)

### Wirtschaft
Der Hafen von Fray Bentos ist ein wichtiger Hafen des Río Uruguay.

## Einwohnerentwicklung
Während 2004 noch 53.989 Einwohner gezählt wurden, betrug die im Rahmen der Volkszählung des Jahres 2011 ermittelte Einwohnerzahl 54.765. Davon waren 27.576 Männer und 27.189 Frauen.

## Politik
Die Führungsposition der Exekutive des Departamentos, das Amt des Intendente, hat Omar Lafluf von der Partido Nacional inne.